# Seguridad del automóvil

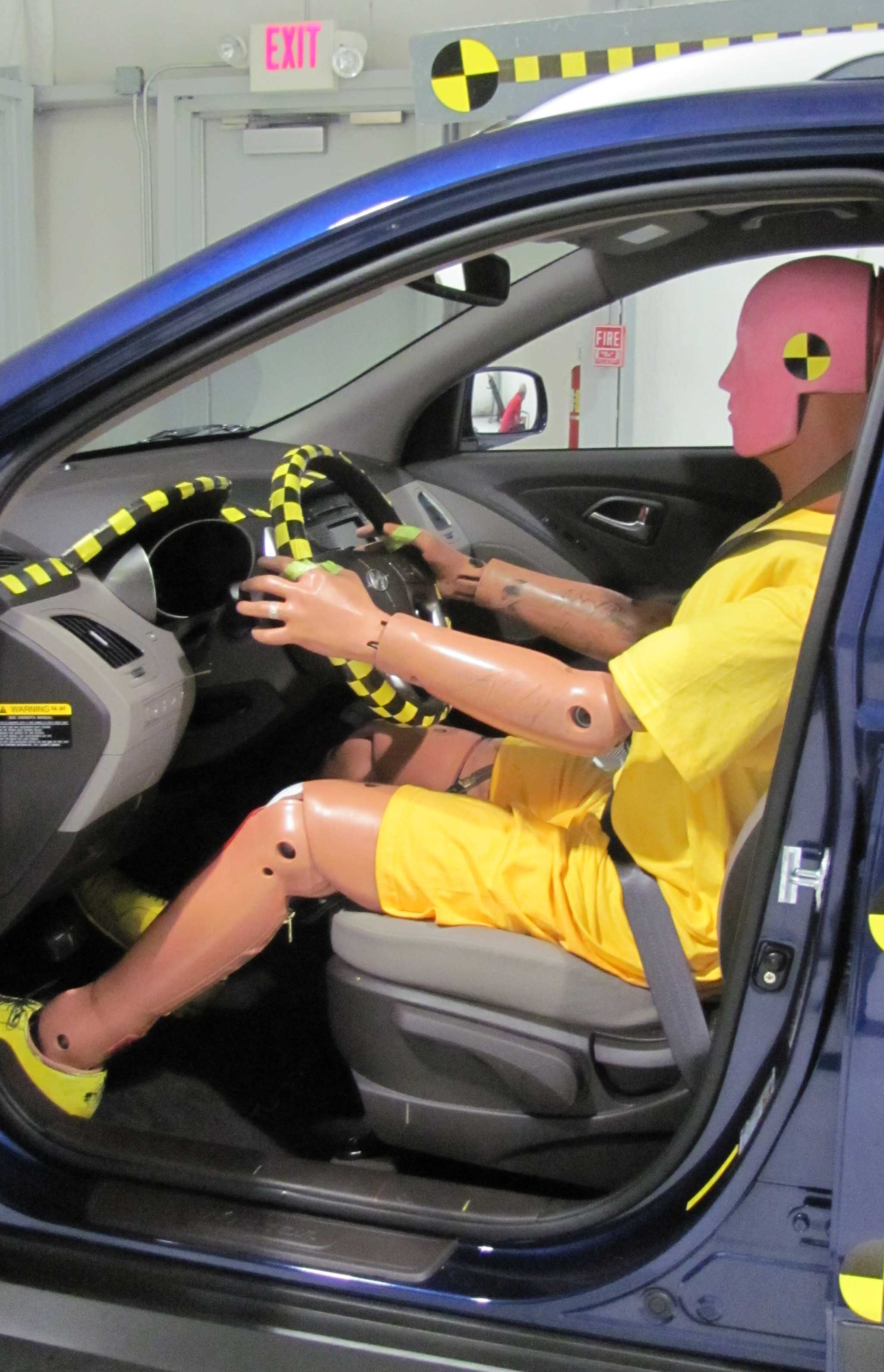
La prueba de choque es uno de los componentes de la seguridad automotriz.

La seguridad automotriz es el estudio y la práctica del diseño, la construcción, el equipamiento y la regulación para minimizar la ocurrencia y las consecuencias de las colisiones de tránsito que involucran vehículos de motor. La seguridad vial incluye más ampliamente el diseño de carreteras. 
Uno de los primeros estudios académicos formales sobre la mejora de la seguridad de los vehículos motorizados fue el del Laboratorio Aeronáutico Cornell de Buffalo, Nueva York. La principal conclusión de su extenso informe es la importancia crucial de los cinturones de seguridad y los salpicaderos acolchados. Sin embargo, el vector principal de muertes y lesiones relacionadas con el tráfico es la masa y la velocidad desproporcionadas de un automóvil en comparación con la de la víctima predominante, el peatón.[cita requerida]
De acuerdo con la Organización Mundial de la Salud (OMS), el 80% de los automóviles vendidos en el mundo no cumplen con las principales normas de seguridad. Solo 40 países han adoptado el conjunto completo de las siete regulaciones más importantes para la seguridad de los automóviles.
Millones de trabajadores conducen o viajan en un vehículo como parte de sus trabajos, y los accidentes de vehículos de motor son la principal causa de muerte relacionada con el trabajo en los Estados Unidos. Un peatón resulta herido por un vehículo de motor cada 8 minutos y tiene 1.5 veces más probabilidades que los ocupantes de un vehículo de morir en un accidente automovilístico por salida.
Las mejoras en el diseño de carreteras y vehículos motorizados han reducido de manera constante las tasas de lesiones y muertes en todos los países del primer mundo. Sin embargo, las colisiones automovilísticas son la principal causa de muertes relacionadas con lesiones, con un total estimado de 1.2 millones en 2004, o el 25% del total por todas las causas. De aquellos fallecidos por automóviles, casi dos tercios son peatones. La teoría de la compensación de riesgos se ha utilizado en argumentos en contra de dispositivos de seguridad, regulaciones y modificaciones de vehículos a pesar de la eficacia en salvar vidas.
Las coaliciones para promover la seguridad vial y automovilística, como Together for Safer Roads (TSR), reúnen a empresas del sector privado mundial, de diversas industrias, para colaborar en la mejora de la seguridad vial. TSR combina el conocimiento, los datos, la tecnología y las redes globales de sus miembros para centrarse en cinco áreas de seguridad vial que tendrán impacto a nivel mundial y en las comunidades locales.
La creciente tendencia hacia las cosas autónomas está impulsada en gran medida por el avance hacia el automóvil autónomo, que aborda los principales problemas de seguridad existentes y crea nuevos problemas. Se espera que el automóvil autónomo sea más seguro que los vehículos actuales, al eliminar el elemento más peligroso: el conductor. El Centro para Internet y la Sociedad en la Facultad de Derecho de Stanford afirma que "Alrededor del noventa por ciento de los accidentes de vehículos motorizados son causados, al menos en parte, por errores humanos". Pero, aunque las normas de seguridad como la ISO 26262 especifican la seguridad requerida, sigue siendo una carga para la industria demostrar una seguridad aceptable.

## Conducción laboral
Los accidentes viales relacionados con el trabajo son la principal causa de muerte por lesiones traumáticas en el lugar de trabajo en los Estados Unidos. Estos representaron casi 12,000 muertes entre 1992 y 2000. Las muertes y lesiones resultantes de estos accidentes viales generan mayores costos para los empleadores y pérdida de productividad, además de su costo en sufrimiento humano. Los conductores de camiones tienden a soportar tasas de mortalidad más altas que los trabajadores en otras ocupaciones, pero las preocupaciones sobre la seguridad de los vehículos de motor en el lugar de trabajo no se limitan a las relacionadas con la operación de camiones grandes. Los trabajadores fuera de la industria de transporte de motor operan rutinariamente vehículos propiedad de la empresa para entregas, ventas, llamadas de reparación, visitas a clientes, etc. En estos casos, el empleador que proporciona el vehículo generalmente juega un papel importante en la definición de políticas de seguridad, mantenimiento y capacitación. Al igual que en la conducción no laboral, los conductores jóvenes corren un riesgo especial. En el lugar de trabajo, el 45% de todas las lesiones mortales a trabajadores menores de 18 años entre 1992 y 2000 en los Estados Unidos fueron resultado de incidentes de transporte.

## Seguridad activa y pasiva
Los términos "activo" y "pasivo" son simples pero importantes en el mundo de la seguridad automotriz. "Seguridad activa" se utiliza para referirse a la tecnología que ayuda en la prevención de un accidente y "seguridad pasiva" a los componentes del vehículo (principalmente airbags, cinturones de seguridad y la estructura física del vehículo) que ayudan a proteger a los ocupantes durante un accidente.

### Prevención de accidentes
Los sistemas y dispositivos de prevención de accidentes ayudan al conductor, y cada vez más, al vehículo en sí, a evitar colisiones. Esta categoría incluye:
- Los faros del vehículo, reflectores y otras luces y señales
- Los espejos del vehículo
- Los sistemas de frenos, dirección y suspensión del vehículo

### Asistencia al conductor
Un subconjunto de la prevención de accidentes son los sistemas de asistencia al conductor, que ayudan al conductor a detectar obstáculos y controlar el vehículo. Los sistemas de asistencia al conductor incluyen:
- Sistema de Detección de Alerta del Conductor (DADS) para ayudar a prevenir accidentes causados por fatiga, falta de alerta o distracciones[7]
- Frenado Automático de Emergencia (AEB) detecta posibles colisiones y aplica los frenos automáticamente si el conductor no responde a tiempo. Este sistema puede ayudar a prevenir o mitigar la gravedad de las colisiones frontales, particularmente con vehículos en movimiento lento o estacionarios.
- Sistemas de visión nocturna por infrarrojos para aumentar la distancia de visión más allá del alcance de los faros
- Los faros adaptativos controlan la dirección y el alcance de los haces de luz para iluminar el camino del conductor a través de curvas y maximizar la distancia de visión sin deslumbrar parcialmente a otros conductores
- Sensores de respaldo en reversa, que alertan a los conductores sobre objetos difíciles de ver en su camino al retroceder
- Cámara de respaldo: en los Estados Unidos, las cámaras de respaldo se han exigido como una característica estándar en todos los vehículos de pasajeros nuevos desde mayo de 2018 para ayudar a reducir el riesgo de accidentes de retroceso.
- El control de crucero adaptativo ajusta automáticamente la velocidad del vehículo para mantener una distancia segura del automóvil de adelante, reduciendo la fatiga del conductor en viajes largos. Este sistema puede ser beneficioso en autopistas y en situaciones de tráfico intenso.
- Los sistemas de advertencia de salida de carril monitorean las marcas del carril y alertan al conductor si el vehículo se desvía del carril sin una señal de giro. Esta función ayuda a prevenir cambios de carril involuntarios y colisiones con otros vehículos.
- Sistemas de monitoreo de presión de neumáticos o sistemas de detección de desinflado
- Sistemas de control de tracción que restauran la tracción si las ruedas motrices comienzan a girar
- El Control Electrónico de Estabilidad (ESC) detecta y reduce la pérdida de tracción aplicando frenos a ruedas individuales y ajustando la potencia del motor. Esto ayuda al conductor a mantener el control del vehículo, especialmente en condiciones difíciles de la carretera o al tomar acciones evasivas para evitar un obstáculo que interviene para evitar una pérdida de control inminente
- Los sistemas de frenos antibloqueo (ABS) evitan que las ruedas se bloqueen durante el frenado de emergencia, manteniendo la tracción y permitiendo que el conductor dirija el vehículo. Esta tecnología reduce significativamente el riesgo de derrape y pérdida de control en situaciones que requieren frenado repentino.
- Sistemas de distribución electrónica de la fuerza de frenado
- Sistemas de asistencia de frenado de emergencia
- Sistemas de control de frenado en curvas
- Sistemas de medición de distancia libre asegurada por delante y control de velocidad
- Sistema precolisión
- Sistema de estacionamiento automatizado
- Los sistemas de sensores de detección de obstáculos notifican a un conductor qué tan cerca está su vehículo de un objeto, generalmente proporcionando una medición de distancia, al centí

### Características de seguridad infantil en vehículos
Las características de seguridad infantil son esenciales para las familias con niños pequeños. Algunas características de seguridad a considerar al seleccionar un vehículo familiar incluyen:
- Elemento de lista de viñetas

Sistema LATCH (Lower Anchors and Tethers for Children): Este sistema permite una instalación fácil y segura de las sillas de seguridad para niños, reduciendo el riesgo de instalación incorrecta.
- Elemento de lista de viñetas

Cierres de seguridad para niños en las puertas traseras: Estos cierres evitan que los niños abran accidentalmente las puertas traseras mientras el vehículo está en movimiento, reduciendo el riesgo de lesiones.
- Elemento de lista de viñetas

Recordatorio de asiento trasero: Esta característica alerta al conductor para que revise el asiento trasero al salir del vehículo, reduciendo el riesgo de dejar accidentalmente a un niño.
- Elemento de lista de viñetas

Asientos elevados integrados: Algunos vehículos vienen con asientos elevados incorporados, eliminando la necesidad de un asiento elevado separado mientras proporcionan el soporte y posicionamiento adecuados para los niños que han superado su asiento de seguridad infantil orientado hacia adelante.
- Elemento de lista de viñetas

Sistema de cámara de 360 grados: Un sistema de cámara de vista envolvente puede ser útil al maniobrar en espacios estrechos o áreas concurridas, proporcionando una capa adicional de seguridad cuando los niños pueden estar cerca del vehículo.
- Elemento de lista de viñetas

Alerta de tráfico cruzado trasero: Este sistema utiliza sensores para detectar vehículos que se acercan cuando el conductor retrocede desde un espacio de estacionamiento o una entrada, ayudando a prevenir colisiones con otros autos, peatones o niños que pueden no ser visibles en el espejo retrovisor.
- Elemento de lista de viñetas

Detección de peatones: Los sistemas utilizan cámaras y sensores para identificar a los peatones en el camino del vehículo, incluyendo niños. Pueden aplicar automáticamente los frenos si es necesario para evitar o mitigar una colisión.
- Elemento de lista de viñetas

Cámara de visión trasera: Una cámara de visión trasera se ha convertido en un estándar en muchos vehículos, proporcionando una vista clara del área detrás del vehículo y ayudando a los conductores a evitar accidentes al retroceder.

## Resistencia al impacto

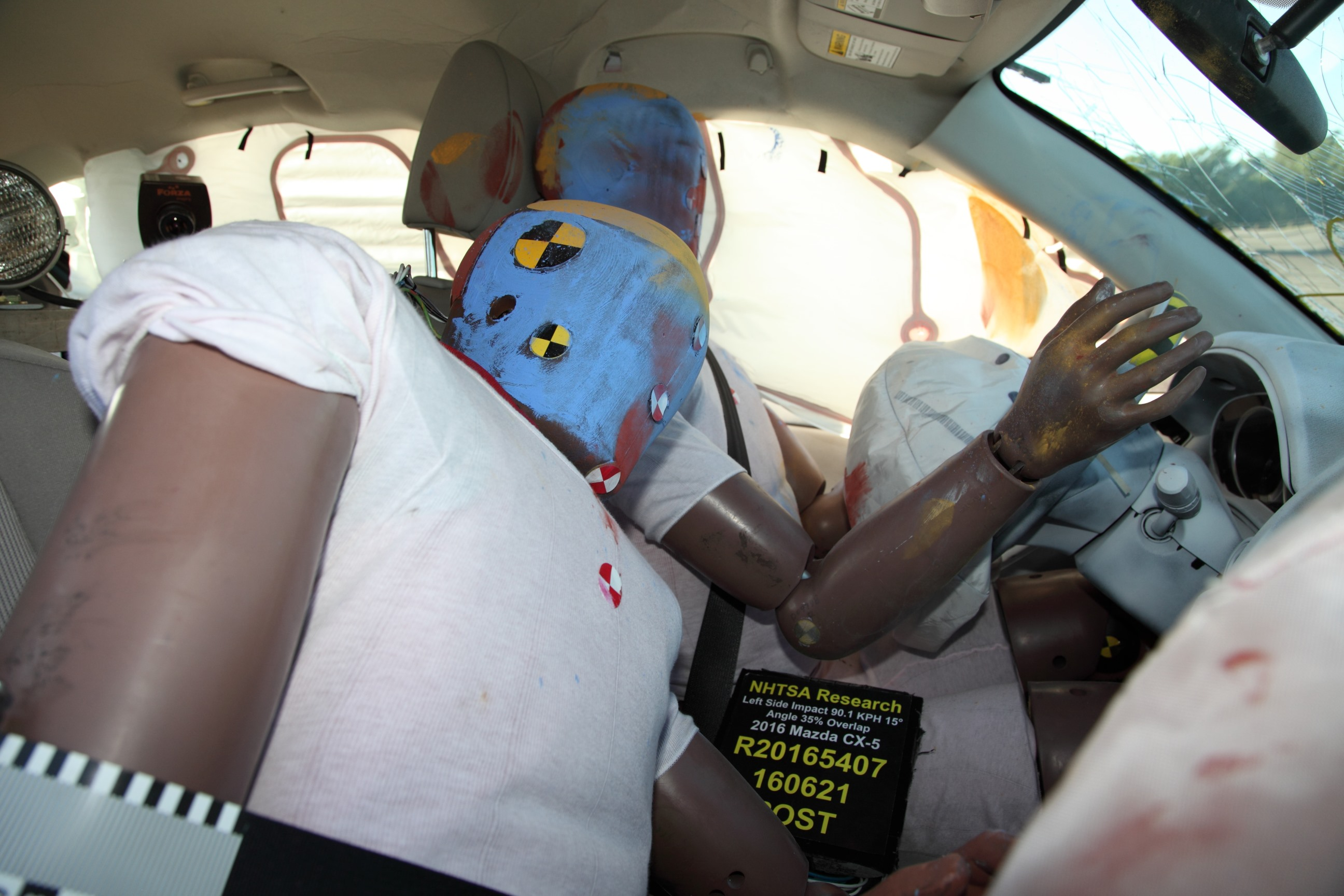
Dispositivos de seguridad pasiva puestos a prueba en un crossover Mazda CX-5.

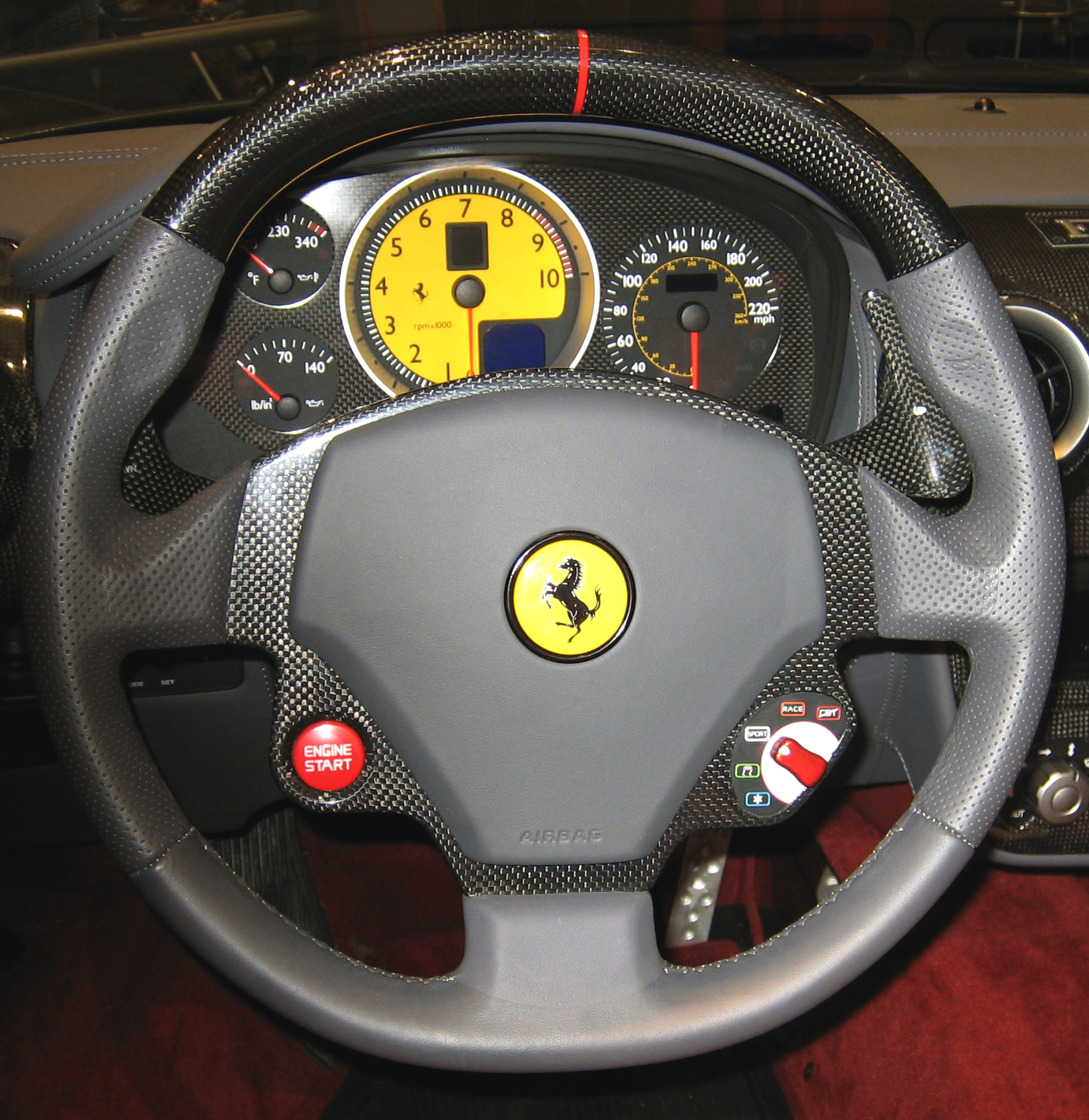
Volante de Ferrari F430 con bolsa de aire.

Los sistemas y dispositivos resistentes a impactos previenen o reducen la gravedad de las lesiones cuando un choque es inminente o está ocurriendo. Se lleva a cabo mucha investigación utilizando maniquíes antropomórficos para pruebas de choque.
- Los cinturones de seguridad limitan el movimiento hacia adelante de un ocupante, se estiran para absorber energía, alargan el tiempo de la desaceleración negativa del ocupante en un choque y reducen la carga en el cuerpo de los ocupantes. Evitan que los ocupantes sean expulsados del vehículo y garantizan que estén en la posición correcta para el funcionamiento de las bolsas de aire.
- Las bolsas de aire se inflan para amortiguar el impacto de un ocupante del vehículo con diversas partes del interior del vehículo. Lo más importante es prevenir el impacto directo de la cabeza del conductor con el volante y el pilar de la puerta.
- Los parabrisas laminados permanecen en una sola pieza al ser impactados, evitando la penetración de las cabezas de los ocupantes sin cinturón y manteniendo una transparencia mínima pero adecuada para el control del automóvil inmediatamente después de una colisión. También es una parte estructural unida de la célula de seguridad. Los vidrios laterales y traseros templados se rompen en granulos con bordes mínimamente afilados, en lugar de astillarse en fragmentos dentados como lo hace el vidrio común.
- Las zonas de deformación absorben y disipan la fuerza de una colisión, desplazándola y desviándola lejos del compartimento de pasajeros y reduciendo el impacto de la fuerza de desaceleración negativa en los ocupantes del vehículo. Los vehículos incluirán zonas de deformación delanteras, traseras y posiblemente laterales (como Volvo SIPS) también.
- Célula de seguridad: el compartimento de pasajeros está reforzado con materiales de alta resistencia en lugares sometidos a cargas elevadas en un choque, con el fin de mantener un espacio de supervivencia para los ocupantes del vehículo. La intrusión en el espacio para los pies es un modo de fallo reconocido de la célula de seguridad, y las barras antiintrusión son un componente que aborda la protección en impactos laterales.
- Columnas de dirección colapsables y articuladas universalmente, junto con bolsa de aire en el volante. El sistema de dirección se monta detrás del eje delantero, detrás y protegido por la zona de deformación delantera. Esto reduce el riesgo y la gravedad del impacto del conductor e incluso la empalización en la columna en un choque frontal.
- Sistemas de protección para peatones.
- Acolchado del tablero de instrumentos y otras partes interiores del vehículo en áreas propensas a ser golpeadas por los ocupantes durante un choque, y la colocación cuidadosa de los soportes de montaje lejos de esas áreas.
- A veces se instalan barreras de carga para proporcionar una barrera física entre los compartimentos de pasajeros y carga en vehículos como SUV, camionetas familiares y furgonetas. Estas ayudan a prevenir lesiones causadas por ocupantes golpeados por carga no asegurada. También pueden ayudar a prevenir el colapso del techo en caso de vuelco del vehículo.the roof in the event of a vehicle rollover.

## Supervivencia después del accidente
Supervivencia después del accidente es la probabilidad de que los conductores y pasajeros sobrevivan a un accidente después de que este ocurra. La tecnología, como la Notificación Automática Avanzada de Colisión, puede realizar llamadas automáticamente a los servicios de emergencia y enviar información sobre un accidente de vehículo.

## Seguridad peatonal

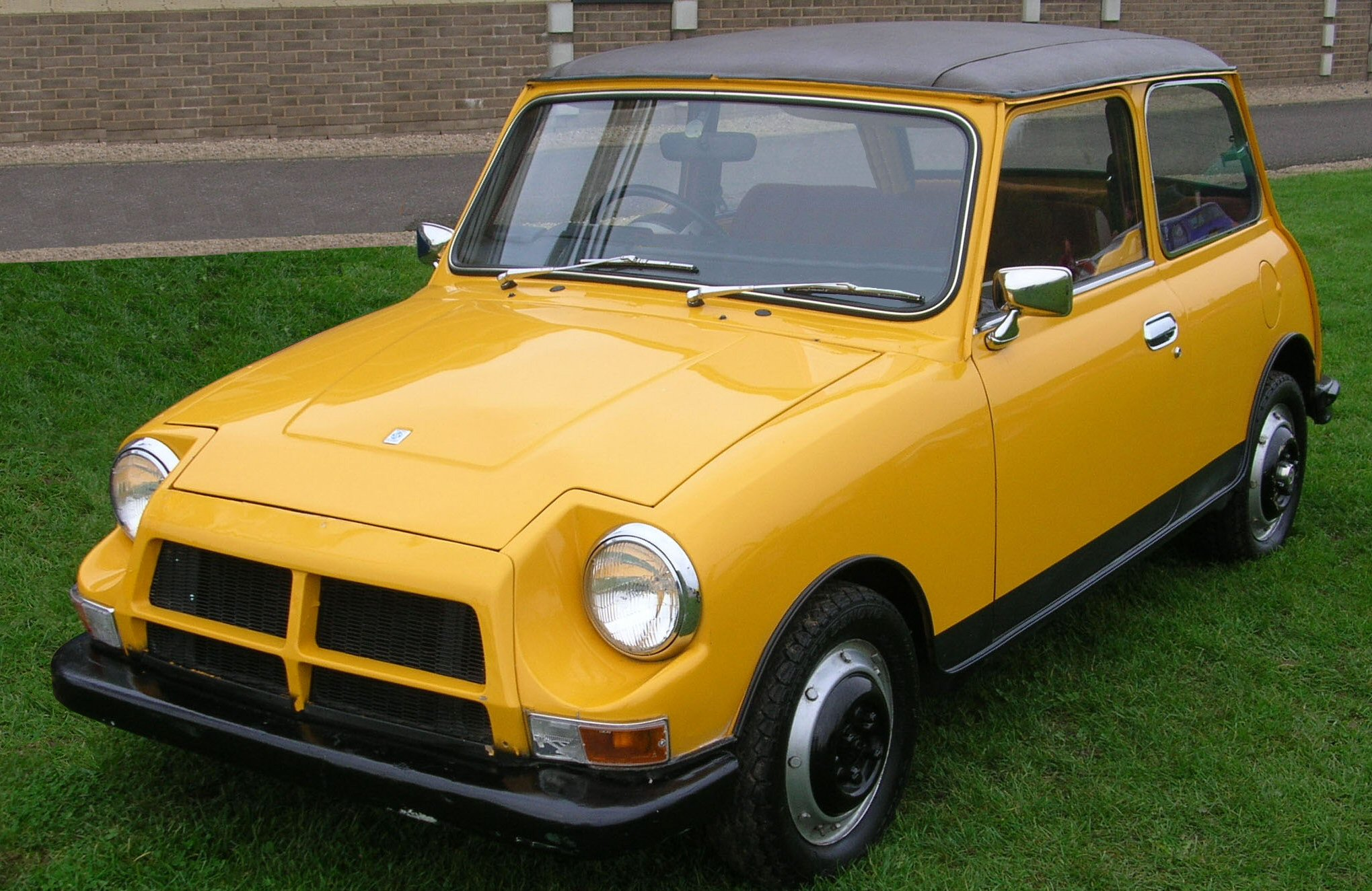
Mini Clubman Experimental Safety Vehicle de 1974 con un frente "amigable para peatones".

Los automóviles son mucho más peligrosos para los peatones que para los conductores y pasajeros. Dos tercios de las 1.3 millones de muertes anuales relacionadas con el automóvil son de peatones. Desde al menos principios de la década de 1970, también se ha prestado atención al diseño de los vehículos en lo que respecta a la seguridad de los peatones en las colisiones entre automóviles y peatones. En Europa, se han propuesto normativas que requerirían que los automóviles vendidos allí tengan una altura mínima/máxima del capó (capó del motor). A partir de 2006, el uso de "defensas de toro" (bull bars), una moda en vehículos 4x4 y SUV, se hizo ilegal en la Unión Europea, después de haber sido prohibido en todos los automóviles nuevos en 2002.

### Conspicuidad

#### Luces y reflectores
Los vehículos están equipados con una variedad de luces y reflectores para marcar su presencia, posición, anchura, longitud y dirección de desplazamiento, así como para transmitir la intención y acciones del conductor a otros conductores. Estos incluyen los faros del vehículo, las luces de posición delanteras y traseras, las luces y reflectores laterales, los intermitentes, las luces de freno y las luces de marcha atrás. Los autobuses escolares y los camiones semirremolque en América del Norte deben llevar bandas retroreflectantes que delinean sus perímetros laterales y traseros para una mayor visibilidad durante la noche.
Las luces diurnas han sido requeridas en los países nórdicos desde mediados de la década de 1970, en Canadá desde 1990 y en toda la Unión Europea desde el 7 de febrero de 2011.

#### Color de vehículo
Un ensayo de 2004 sobre la relación entre el color de los automóviles y la seguridad afirmó que no había estudios anteriores científicamente concluyentes. Desde entonces, un estudio sueco encontró que los autos rosados están involucrados en la menor cantidad de accidentes, mientras que los autos negros están involucrados en la mayor cantidad de accidentes (Transporte terrestre de Nueva Zelanda, 2005). En Auckland, Nueva Zelanda, un estudio encontró que había una tasa significativamente menor de lesiones graves en los autos plateados, con tasas más altas en los autos marrones, negros y verdes. El Estudio del Color del Vehículo, realizado por el Centro de Investigación de Accidentes de Monash University (MUARC) y publicado en 2007, analizó 855,258 accidentes ocurridos entre 1987 y 2004 en los estados australianos de Victoria y Australia Occidental que resultaron en lesiones o en un vehículo remolcado.  El estudio analizó el riesgo según la condición de luz. Se encontró que durante el día, los autos negros tenían un 12% más de probabilidades que los autos blancos de estar involucrados en una colisión, seguidos por los autos grises con un 11%, los autos plateados con un 10%, y los autos rojos y azules con un 7%, sin encontrar otros colores significativamente más o menos riesgosos que el blanco. Al amanecer o al anochecer, la ratio de riesgo para los autos negros aumentaba a un 47% más de probabilidades que los blancos, y para los autos plateados a un 15%. Durante las horas de oscuridad, solo se encontró que los autos rojos y plateados eran significativamente más riesgosos que los blancos, con un 10% y un 8% respectivamente.

### Características de seguridad no utilizadas
Muchas invenciones e ideas diferentes relacionadas con la seguridad automotriz han sido propuestas, pero nunca llegaron a ser implementadas en un automóvil de producción. Estos elementos incluyen:
1. Asiento del conductor en el medio: Algunos diseños sugieren ubicar el asiento del conductor en el centro del vehículo para proporcionar una mejor vista[15]  (con la excepción del superdeportivo McLaren F1).
2. Dirección mediante palanca de control: Otro concepto que no se ha materializado en automóviles de producción es el uso de una palanca de control para la dirección.

Estas características de seguridad, aunque se consideraron en algún momento, no se han adoptado ampliamente en la industria automotriz.

## Historia

### sigloXVIII-sigloXIX
La seguridad automotriz puede haberse convertido en un problema casi desde el comienzo del desarrollo de vehículos de carretera mecanizados. Se informa que el segundo "Fardier" impulsado por vapor (tractor de artillería), creado por Nicolas-Joseph Cugnot en 1771, chocó contra una pared durante su carrera de demostración. Sin embargo, según Georges Ageon, la primera mención de este incidente data de 1801 y no aparece en relatos contemporáneos. Una de las primeras muertes relacionadas con automóviles registradas fue Mary Ward, el 31 de agosto de 1869, en Parsonstown, Irlanda.

### Años 1920
En 1922, el Duesenberg Model A se convirtió en el primero en tener frenos hidráulicos en las cuatro ruedas.

### Década de 1930
En 1930, el vidrio de seguridad se convirtió en estándar en todos los automóviles Ford. En la década de 1930, el cirujano plástico Claire L. Straith y el médico C. J. Strickland abogaron por el uso de cinturones de seguridad y tableros acolchados. Strickland fundó la Automobile Safety League of America.
En 1934, GM realizó la primera prueba de choque contra barreras.
En 1936, el Hudson Terraplane contó con el primer sistema de frenos de respaldo. Si los frenos hidráulicos fallaran, el pedal del freno activaría un conjunto de frenos mecánicos para las ruedas traseras.
En 1937, Chrysler, Plymouth, DeSoto y Dodge agregaron elementos como un tablero plano y liso con controles empotrados, manijas de puertas redondeadas, un control de limpiaparabrisas de goma y la parte trasera del asiento delantero muy acolchada para proteger a los pasajeros traseros.

### Década de 1940
En 1942, Hugh DeHaven publicó el clásico Análisis mecánico de la supervivencia en caídas desde alturas de cincuenta a ciento cincuenta pies.
En 1947, el Tucker estadounidense fue construido con el primer tablero acolchado del mundo. También venía con un faro central que giraba con el volante, un mamparo de acero frontal y una cámara de seguridad frontal.
En 1949, SAAB incorporó el pensamiento de seguridad aeronáutica en automóviles, convirtiendo al Saab 92 en el primer automóvil SAAB de producción con una jaula de seguridad. [39]
Además, en 1949, el Chrysler Imperial Crown fue el primer automóvil en venir con frenos de disco estándar.

### Década de 1950
En 1955, un cirujano de la Fuerza Aérea de EE. UU. que asesoró al Cirujano General de los EE. UU. escribió un artículo sobre cómo hacer los automóviles más seguros para quienes viajan en ellos. Además de las características de seguridad habituales, como los cinturones de seguridad y los tableros acolchados, se introdujeron amortiguadores de parachoques.
En 1956, Ford intentó sin éxito interesar a los estadounidenses en la compra de automóviles más seguros con su paquete de seguridad Lifeguard. (Sin embargo, su intento le valió a Ford el premio "Car of the Year" de Motor Trend para 1956.)
En 1958, las Naciones Unidas establecieron el Foro Mundial para la Armonización de Reglamentaciones sobre Vehículos, un organismo internacional de estándares que promueve la seguridad automotriz. Muchas de las innovaciones de seguridad más importantes, como los cinturones de seguridad y la construcción de jaulas antivuelco, se lanzaron al mercado bajo su supervisión. Ese mismo año, el ingeniero de Volvo Nils Bohlin inventó y patentó el cinturón de seguridad de tres puntos de anclaje, que se convirtió en equipo estándar en todos los automóviles Volvo en 1959. Durante las próximas décadas, los cinturones de seguridad de tres puntos se fueron exigiendo gradualmente en todos los vehículos por parte de los reguladores de todo el mundo industrializado. 
En 1959, American Motors Corporation ofreció los primeros reposacabezas opcionales para el asiento delantero. También en 1959, el concepto Cadillac Cyclone de Harley Earl tenía "un sistema de prevención de choques basado en radar" ubicado en las narices del vehículo que emitiría señales audibles y visuales al conductor si hubiera obstáculos en el camino del vehículo.

### Década de 1960
A partir del 1 de enero de 1964, se exigieron cinturones de regazo exteriores delanteros en los automóviles de pasajeros nuevos vendidos en los Estados Unidos.
El 9 de septiembre de 1966, la Ley de Seguridad del Tráfico y los Vehículos de Motor se convirtió en ley en los EE. UU., las primeras normas federales de seguridad obligatorias para vehículos motorizados.
En 1966, EE. UU. estableció el Departamento de Transporte de los Estados Unidos (DOT) con la seguridad automotriz como uno de sus propósitos. La Junta Nacional de Seguridad del Transporte (NTSB) se creó como una organización independiente el 1 de abril de 1967, pero dependía del DOT para la administración y financiamiento. Sin embargo, en 1975, la organización se hizo completamente independiente mediante la Ley de Junta de Seguridad Independiente (en P.L. 93-633; 49 U.S.C. 1901). 
En 1967, las especificaciones de equipo por parte de compradores de flotas importantes, como la Ciudad y el Condado de Los Ángeles, California, alentaron la instalación voluntaria en la mayoría de los automóviles nuevos vendidos en los EE. UU. de dispositivos, sistemas y características de diseño de seguridad, que incluían:
- Eliminación de perillas y controles sobresalientes en el compartimento de pasajeros
- Acolchado adicional en el panel de instrumentos y otras superficies interiores
- Puntos de montaje para cinturones de hombro exteriores delanteros
- Intermitentes de peligro de cuatro vías
- Una secuencia uniforme de engranajes P-R-N-D-L para selectores de transmisión automática
- Sistemas hidráulicos de frenos de doble circuito

En 1968, la agencia precursora de las primeras Normas Federales de Seguridad de Vehículos Motorizados de la Administración Nacional de Seguridad del Tráfico en Carreteras de EE. UU. entró en vigencia. Estas requerían cinturones de hombro para los ocupantes de los asientos delanteros izquierdo y derecho del vehículo, luces de marcador lateral, columnas de dirección colapsables y otras características de seguridad. En 1969, se agregaron reposacabezas para los pasajeros exteriores delanteros, abordando el problema del latigazo cervical en colisiones traseras. Estos requisitos de seguridad no se aplicaban a vehículos clasificados como "comerciales", como camionetas de trabajo liviano. Por lo tanto, los fabricantes no siempre incluían dicho hardware en estos vehículos, aunque muchos realizaban tareas de automóviles de pasajeros.
Volvo desarrolló el primer asiento para niños orientado hacia atrás en 1964 e introdujo su propio asiento elevador en 1978.
Etiqueta de información al consumidor para un vehículo con al menos una calificación de estrella del US NCAP

### Década de 1970
En 1974, GM ofreció airbags para conductor y pasajero como equipo opcional en grandes Cadillacs, Buicks y Oldsmobiles.
En 1979, la NHTSA comenzó a realizar pruebas de choque en automóviles populares y a publicar los resultados, para informar a los consumidores y alentar a los fabricantes a mejorar la seguridad de sus vehículos. Inicialmente, las pruebas de choque del US NCAP (Programa de Evaluación de Autos Nuevos) examinaron el cumplimiento de las disposiciones de protección de ocupantes del FMVSS 208. A lo largo de los años siguientes, este programa de la NHTSA se amplió gradualmente en alcance.

### Década de 1980
En 1984, el estado de Nueva York aprobó la primera ley en los EE. UU. que exigía el uso de cinturones de seguridad en automóviles de pasajeros. Desde entonces, 49 estados han adoptado leyes de cinturones de seguridad (New Hampshire no lo ha hecho). La NHTSA estima que el aumento resultante en el uso de cinturones de seguridad ahorra 10,000 vidas al año en los Estados Unidos.
En 1986, se promulgó la luz de freno central en América del Norte, y la mayoría del mundo siguió con estándares similares en iluminación automotriz.
Los airbags se instalaron por primera vez en vehículos de producción en la década de 1980 como equipo estándar en lugar de una opción, como se hizo a mediados de la década de 1970 (como el Oldsmobile Toronado en 1974). En 1981, los airbags estaban disponibles como opción en el Mercedes-Benz W126 (Clase S). En 1987, el Porsche 944 Turbo se convirtió en el primer automóvil en tener airbags para conductor y pasajero como equipo estándar, y los airbags se ofrecieron como una opción disponible en el 944 y 944S. El primer airbag también se instaló en un automóvil japonés, el Honda Legend, en 1987. En 1988, Chrysler fue la primera compañía de Estados Unidos en instalar airbags estándar para el conductor en seis de sus modelos de pasajeros. En 1989, Chrysler se convirtió en el primer fabricante de automóviles de EE. UU. en instalar airbags para el lado del conductor en todos sus automóviles de fabricación nacional.

### Década de 1990
En 1995, el Insurance Institute for Highway Safety (IIHS) comenzó las pruebas de choque frontal con desplazamiento. También en el mismo año, Volvo presentó el primer automóvil del mundo con airbags laterales: el 850.
En 1996, se estableció el Programa Europeo de Evaluación de Automóviles Nuevos (Euro NCAP) para evaluar el rendimiento en seguridad de los vehículos nuevos y publicar los resultados para la información de los compradores de vehículos. Las pruebas de choque de la NHTSA se operan y publican actualmente como la sucursal de EE. UU. del programa internacional NCAP.

## Calificaciones de choque de vehículos y estadísticas de accidentes.
Las calificaciones de choque son fundamentales al buscar un vehículo familiar seguro. Organizaciones como el IIHS y la NHTSA realizan extensas pruebas de choque y asignan calificaciones basadas en la capacidad de un vehículo para proteger a sus ocupantes durante un accidente. 
El IIHS y la NHTSA son las dos principales organizaciones que realizan pruebas de choque de vehículos, califican la seguridad de los vehículos y aseguran que cumplan con los estándares mínimos de seguridad federales. Ambas organizaciones realizan pruebas de choque de vehículos y evalúan características de seguridad de los vehículos; sin embargo, cada una utiliza un sistema de calificación ligeramente diferente.

### Sistema de Calificación de Pruebas de Choque de la NHTSA
El sistema de calificación de pruebas de choque de la NHTSA utiliza un sistema de calificación de 5 estrellas, donde una calificación de 5 estrellas es la mejor y 1 estrella es la peor. Las calificaciones de las pruebas de choque de la NHTSA son un promedio de 3 categorías: calificaciones de seguridad en pruebas de choque frontales, calificaciones de seguridad en pruebas de choque laterales y calificaciones deseguridad en vuelcos. El enfoque de la NHTSA es mantener a las personas seguras en las vías y hacer cumplir las normas de seguridad y rendimiento de los vehículos. Esta organización gubernamental forma parte del Departamento de Transporte (DOT), que establece los Estándares Federales de Seguridad de Vehículos de Motor en los Estados Unidos.

### Sistema de Calificación de Pruebas de Choque del IIHS
El sistema de calificación de pruebas de choque del IIHS utiliza dos aspectos principales de seguridad: resistencia a los choques y mitigación de la evitación de choques. En lugar de un sistema de calificación de 5 estrellas como el que utiliza la NHTSA, el IIHS agrupa los criterios de seguridad en cuatro categorías: Bueno, Aceptable, Marginal y Pobre. El IIHS otorgará sus calificaciones de pruebas de choque al comienzo del año, ya que realiza sus pruebas de choque en un laboratorio antes de que los vehículos sean lanzados al mercado. Sin embargo, las calificaciones de seguridad en accidentes automovilísticos se retrasan un año. Esto se debe a que los informes de accidentes se calculan desde principios de enero hasta finales de diciembre, por lo que las estadísticas sobre "el coche más seguro en caso de accidente" se retrasan un año. Por ejemplo, el "coche más seguro en caso de accidente" para 2023 no estará disponible hasta principios de 2024.

### Normas y regulaciones internacionales de seguridad que impactan la seguridad de los vehículos
Existen 7 estándares internacionales que son cada vez más aceptados como estándares mínimos básicos para la fabricación/ensamblaje de vehículos. Normas y regulaciones internacionales de seguridad, como las establecidas por el Programa Europeo de Evaluación de Automóviles Nuevos (Euro NCAP) y la NHTSA en Estados Unidos, desempeñan un papel significativo en la seguridad de los vehículos al establecer requisitos mínimos que los fabricantes de automóviles deben cumplir. Estas regulaciones aseguran que los vehículos vendidos en diversas regiones cumplan con criterios de seguridad específicos, alentando a los fabricantes a mejorar continuamente sus diseños y tecnologías de seguridad.

### Los estándares de seguridad de la NHTSA, el IIHS, y Euro NCAP conducen a vehículos familiares más seguros.
Las estadísticas de accidentes también pueden proporcionar una visión valiosa sobre la seguridad general de un vehículo. Al analizar datos sobre accidentes reales, puedes identificar tendencias y determinar qué autos tienen el mejor historial para prevenir o minimizar lesiones. Euro NCAP, el IIHS como la NHTSA son estándares que se pueden utilizar para determinar el vehículo familiar más seguro. Realizan extensas pruebas de choque, evalúan características de seguridad y sistemas de evitación de colisiones. Es una práctica recomendada utilizar ambos recursos al determinar la opción de vehículo más segura para tu familia.